# Łopatno
Łopatno – wieś sołecka w Polsce położona w województwie świętokrzyskim, w powiecie opatowskim, w gminie Iwaniska.
Wieś leżąca w powiecie sandomierskim województwa sandomierskiego wchodziła w XVII wieku w skład kompleksu iwaniskiego dóbr Zbigniewa Ossolińskiego. W latach 1975–1998 miejscowość administracyjnie należała do województwa tarnobrzeskiego.
We wsi funkcjonuje Ochotnicza straż pożarna w Łopatnie – powstała w 1958 roku. 
| SIMC    | Nazwa           | Rodzaj             |
| ------- | --------------- | ------------------ |
| 0793911 | Łopatno-Kolonia | część miejscowości |
| 0793928 | Świnia Krzywda  | część miejscowości |

## Historia
Wieś z metryką sięgającą XIV wieku. W dokumencie z r. 1381 przy boku opata tynieckiego występuje Borzywój z Łopatna (Kodeks dypl. pol. t.III, s.325). 
W r. 1578 wieś występuje w dokumentach jako „Loppattno major” w parafii Gryzikamień. Dziedziczką była Zborowska do której należały wszystkie wsie w tej parafii, płaci od 10 osadników 2½ łana i 2 zagrodników.
W 1629 roku właścicielem wsi położonej w powiecie sandomierskim województwa sandomierskiego był Krzysztof  Ossoliński.
W wieku XIX Łopatno podlega administracyjnie gminie Malkowice, parafii Iwaniska. W roku 1884  domów było 29, mieszkańców 218, ziemi dworskiej. 290 mórg., włościańskiej 309 mórg. W spisie z  1827 r. wykazano 18 domów, 131 mieszkańców. Według Towarzystwa Kredytowego Ziemskiego folwark Łopatno posiadał rozległość 223 mórg. Wieś  Łopatno osad 26, z gruntem mórg 309. Folwark ten w r. 1858 oddzielony od dóbr „Łopacionka”.